# Palm Beach Stingrays
I Palm Beach Stingrays sono stati una franchigia di pallacanestro della USBL, con sede a Palm Beach, in Florida, attivi tra il 1986 e il 1994.
Nacquero nel 1986 come Gold Coast Stingrays a West Palm Beach, in Florida. Dopo la stagione 1986 si rinominarono West Palm Beach Stingrays. Nel 1988 si trasferirono a Palm Beach, assumendo il nome di Palm Beach Stingrays. Quell'anno arrivarono alla finale USBL, perdendola con i New Haven Skyhawks per 134-126. Dopo una stagione di pausa della lega, ripresero l'attività nel 1990. Si fermarono per un anno nel 1991 e quindi disputarono ancora tre campionati. Si sciolsero dopo la stagione 1994.

## Stagioni
| Stagione | Lega | Denominazione             | V  | P  | %    | Piazzamento | Play-off         |
| -------- | ---- | ------------------------- | -- | -- | ---- | ----------- | ---------------- |
| 1986     | USBL | Gold Coast Stingrays      | 7  | 25 | 21,9 | 6º          | -                |
| 1987     | USBL | West Palm Beach Stingrays | 11 | 19 | 36,7 | 6º          | Quarti di finale |
| 1988     | USBL | Palm Beach Stingrays      | 16 | 14 | 53,3 | 4º          | Finale           |
| 1990     | USBL | Palm Beach Stingrays      | 3  | 9  | 25,0 | 3º          | -                |
| 1992     | USBL | Palm Beach Stingrays      | 13 | 13 | 50,0 | 3º          | Play-ins         |
| 1993     | USBL | Palm Beach Stingrays      | 6  | 18 | 25,0 | 7º          | Quarti di finale |
| 1994     | USBL | Palm Beach Stingrays      | 7  | 19 | 26,9 | 9º          | -                |